# 로웰 천문대 근지구천체 탐색

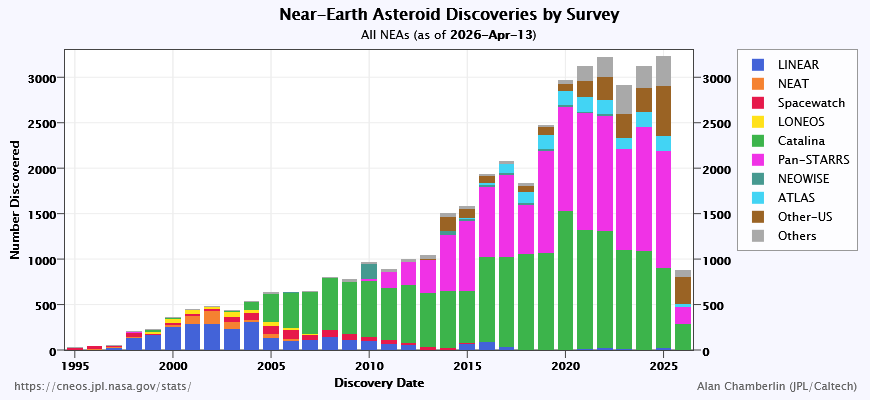

로웰 천문대 근지구 천체 탐색(Lowell Observatory Near-Earth-Object Search)은 혜성과 소행성 등 근지구 천체를 발견하는 로웰 천문대의 프로젝트이다.

## 같이 보기
- 판스타스